# Chalybea corymbifera
Chalybea corymbifera är en tvåhjärtbladig växtart som beskrevs av Charles Victor Naudin. Chalybea corymbifera ingår i släktet Chalybea och familjen Melastomataceae. Inga underarter finns listade i Catalogue of Life.